# Eremochelis arcus
Eremochelis arcus är en spindeldjursart som först beskrevs av Muma 1962.  Eremochelis arcus ingår i släktet Eremochelis och familjen Eremobatidae. Inga underarter finns listade i Catalogue of Life.